# (163819) Teleki
(163819) Teleki est un astéroïde de la ceinture principale.

## Description
(163819) Teleki est un astéroïde de la ceinture principale. Il fut découvert le 7 septembre 2003 à Piszkesteto par Krisztián Sárneczky et Brigitta Sipőcz. Il présente une orbite caractérisée par un demi-grand axe de 2,59 UA, une excentricité de 0,16 et une inclinaison de 3,0° par rapport à l'écliptique.

## Compléments